# Onderweg (Abel)
Onderweg is een nummer van de Nederlandse popgroep Abel. Het is de tweede single van het later uitgebrachte album De stilte voorbij. Het nummer werd geschreven door Joris Rasenberg, de zanger van de groep. Op 14 januari 2000 werd het nummer op single uitgebracht.

## Achtergrond
In Nederland was Onderweg in week 6 van 2000 Alarmschijf op Radio 538 en stond zowel 17 weken in de Nederlandse Top 40 op Radio 538 als in de publieke hitlijst; de Mega Top 100 op Radio 3FM genoteerd, waarvan zes weken op nummer 1. De single, waarvan in Nederland meer dan 70.000 stuks verkocht werden, belandde in zowel de Top 40 jaarlijst van 2000 als het Mega Top 100 Jaaroverzicht 2000 op de 4e positie.
Ook in België (Vlaanderen) was de single populair en bereikte in zowel de Vlaamse Ultratop 50 als de Vlaamse Radio 2 Top 30 de 2e positie en was een van de tien meest verkochte singles van 2000.. In Wallonië werd géén notering behaald.
Sinds de editie van december 2001 staat de single onafgebroken genoteerd in de jaarlijkse NPO Radio 2 Top 2000 van de Nederlandse publieke radiozender NPO Radio 2, met als hoogste notering een 198e positie in 2018.

## Covers
Zangeres Anouk bracht in 2011 de single "What Have You Done" uit, die een bewerking is van "Onderweg".
Guus Meeuwis coverde Onderweg in 2014 op zijn album Hollandse Meesters; New Cool Collective zorgde voor de begeleiding.
In 2018 brengen rappers Frenna en Lil' Kleine de single Verleden tijd uit, gebaseerd op Onderweg.

## Tekst op station Breda
Een deel van de muziektekst is aangebracht op de pilaren aan de westkant van de bushalte in het station van Breda.

## Trivia
- Birgit Schuurman speelt een prominente rol speelde in de videoclip van van dit nummer.

## Hitnoteringen

### Nederlandse Top 40
Alarmschijf week 6 2000 Radio 538
| Onderweg in de Nederlandse Top 40 - binnen: 5 februari 2000 | Onderweg in de Nederlandse Top 40 - binnen: 5 februari 2000 | Onderweg in de Nederlandse Top 40 - binnen: 5 februari 2000 | Onderweg in de Nederlandse Top 40 - binnen: 5 februari 2000 | Onderweg in de Nederlandse Top 40 - binnen: 5 februari 2000 | Onderweg in de Nederlandse Top 40 - binnen: 5 februari 2000 | Onderweg in de Nederlandse Top 40 - binnen: 5 februari 2000 | Onderweg in de Nederlandse Top 40 - binnen: 5 februari 2000 | Onderweg in de Nederlandse Top 40 - binnen: 5 februari 2000 | Onderweg in de Nederlandse Top 40 - binnen: 5 februari 2000 | Onderweg in de Nederlandse Top 40 - binnen: 5 februari 2000 | Onderweg in de Nederlandse Top 40 - binnen: 5 februari 2000 | Onderweg in de Nederlandse Top 40 - binnen: 5 februari 2000 | Onderweg in de Nederlandse Top 40 - binnen: 5 februari 2000 | Onderweg in de Nederlandse Top 40 - binnen: 5 februari 2000 | Onderweg in de Nederlandse Top 40 - binnen: 5 februari 2000 | Onderweg in de Nederlandse Top 40 - binnen: 5 februari 2000 | Onderweg in de Nederlandse Top 40 - binnen: 5 februari 2000 | Onderweg in de Nederlandse Top 40 - binnen: 5 februari 2000 |
| Week                                                        | 1                                                           | 2                                                           | 3                                                           | 4                                                           | 5                                                           | 6                                                           | 7                                                           | 8                                                           | 9                                                           | 10                                                          | 11                                                          | 12                                                          | 13                                                          | 14                                                          | 15                                                          | 16                                                          | 17                                                          |                                                             |
| ----------------------------------------------------------- | ----------------------------------------------------------- | ----------------------------------------------------------- | ----------------------------------------------------------- | ----------------------------------------------------------- | ----------------------------------------------------------- | ----------------------------------------------------------- | ----------------------------------------------------------- | ----------------------------------------------------------- | ----------------------------------------------------------- | ----------------------------------------------------------- | ----------------------------------------------------------- | ----------------------------------------------------------- | ----------------------------------------------------------- | ----------------------------------------------------------- | ----------------------------------------------------------- | ----------------------------------------------------------- | ----------------------------------------------------------- | ----------------------------------------------------------- |
| Nummer                                                      | 11                                                          | 1                                                           | 1                                                           | 1                                                           | 1                                                           | 1                                                           | 1                                                           | 2                                                           | 3                                                           | 6                                                           | 10                                                          | 11                                                          | 18                                                          | 18                                                          | 24                                                          | 28                                                          | 26                                                          | uit                                                         |

### Mega Top 100
| Onderweg in de Mega Top 100 - binnen: 22 januari 2000 | Onderweg in de Mega Top 100 - binnen: 22 januari 2000 | Onderweg in de Mega Top 100 - binnen: 22 januari 2000 | Onderweg in de Mega Top 100 - binnen: 22 januari 2000 | Onderweg in de Mega Top 100 - binnen: 22 januari 2000 | Onderweg in de Mega Top 100 - binnen: 22 januari 2000 | Onderweg in de Mega Top 100 - binnen: 22 januari 2000 | Onderweg in de Mega Top 100 - binnen: 22 januari 2000 | Onderweg in de Mega Top 100 - binnen: 22 januari 2000 | Onderweg in de Mega Top 100 - binnen: 22 januari 2000 | Onderweg in de Mega Top 100 - binnen: 22 januari 2000 | Onderweg in de Mega Top 100 - binnen: 22 januari 2000 | Onderweg in de Mega Top 100 - binnen: 22 januari 2000 | Onderweg in de Mega Top 100 - binnen: 22 januari 2000 | Onderweg in de Mega Top 100 - binnen: 22 januari 2000 | Onderweg in de Mega Top 100 - binnen: 22 januari 2000 | Onderweg in de Mega Top 100 - binnen: 22 januari 2000 | Onderweg in de Mega Top 100 - binnen: 22 januari 2000 | Onderweg in de Mega Top 100 - binnen: 22 januari 2000 | Onderweg in de Mega Top 100 - binnen: 22 januari 2000 | Onderweg in de Mega Top 100 - binnen: 22 januari 2000 | Onderweg in de Mega Top 100 - binnen: 22 januari 2000 | Onderweg in de Mega Top 100 - binnen: 22 januari 2000 | Onderweg in de Mega Top 100 - binnen: 22 januari 2000 | Onderweg in de Mega Top 100 - binnen: 22 januari 2000 | Onderweg in de Mega Top 100 - binnen: 22 januari 2000 | Onderweg in de Mega Top 100 - binnen: 22 januari 2000 |
| Week                                                  | 1                                                     | 2                                                     | 3                                                     | 4                                                     | 5                                                     | 6                                                     | 7                                                     | 8                                                     | 9                                                     | 10                                                    | 11                                                    | 12                                                    | 13                                                    | 14                                                    | 15                                                    | 16                                                    | 17                                                    | 18                                                    | 19                                                    | 20                                                    | 21                                                    | 22                                                    | 23                                                    | 24                                                    | 25                                                    |                                                       |
| ----------------------------------------------------- | ----------------------------------------------------- | ----------------------------------------------------- | ----------------------------------------------------- | ----------------------------------------------------- | ----------------------------------------------------- | ----------------------------------------------------- | ----------------------------------------------------- | ----------------------------------------------------- | ----------------------------------------------------- | ----------------------------------------------------- | ----------------------------------------------------- | ----------------------------------------------------- | ----------------------------------------------------- | ----------------------------------------------------- | ----------------------------------------------------- | ----------------------------------------------------- | ----------------------------------------------------- | ----------------------------------------------------- | ----------------------------------------------------- | ----------------------------------------------------- | ----------------------------------------------------- | ----------------------------------------------------- | ----------------------------------------------------- | ----------------------------------------------------- | ----------------------------------------------------- | ----------------------------------------------------- |
| Nummer                                                | 96                                                    | 34                                                    | 6                                                     | 1                                                     | 1                                                     | 1                                                     | 1                                                     | 1                                                     | 1                                                     | 2                                                     | 4                                                     | 5                                                     | 7                                                     | 8                                                     | 10                                                    | 11                                                    | 14                                                    | 21                                                    | 30                                                    | 34                                                    | 40                                                    | 54                                                    | 66                                                    | 73                                                    | 79                                                    | uit                                                   |

### Vlaamse Ultratop 50
| Onderweg in de Vlaamse Ultratop 50 - binnen: 4 maart 2000 | Onderweg in de Vlaamse Ultratop 50 - binnen: 4 maart 2000 | Onderweg in de Vlaamse Ultratop 50 - binnen: 4 maart 2000 | Onderweg in de Vlaamse Ultratop 50 - binnen: 4 maart 2000 | Onderweg in de Vlaamse Ultratop 50 - binnen: 4 maart 2000 | Onderweg in de Vlaamse Ultratop 50 - binnen: 4 maart 2000 | Onderweg in de Vlaamse Ultratop 50 - binnen: 4 maart 2000 | Onderweg in de Vlaamse Ultratop 50 - binnen: 4 maart 2000 | Onderweg in de Vlaamse Ultratop 50 - binnen: 4 maart 2000 | Onderweg in de Vlaamse Ultratop 50 - binnen: 4 maart 2000 | Onderweg in de Vlaamse Ultratop 50 - binnen: 4 maart 2000 | Onderweg in de Vlaamse Ultratop 50 - binnen: 4 maart 2000 | Onderweg in de Vlaamse Ultratop 50 - binnen: 4 maart 2000 | Onderweg in de Vlaamse Ultratop 50 - binnen: 4 maart 2000 | Onderweg in de Vlaamse Ultratop 50 - binnen: 4 maart 2000 | Onderweg in de Vlaamse Ultratop 50 - binnen: 4 maart 2000 | Onderweg in de Vlaamse Ultratop 50 - binnen: 4 maart 2000 | Onderweg in de Vlaamse Ultratop 50 - binnen: 4 maart 2000 | Onderweg in de Vlaamse Ultratop 50 - binnen: 4 maart 2000 | Onderweg in de Vlaamse Ultratop 50 - binnen: 4 maart 2000 |
| Week                                                      | 1                                                         | 2                                                         | 3                                                         | 4                                                         | 5                                                         | 6                                                         | 7                                                         | 8                                                         | 9                                                         | 10                                                        | 11                                                        | 12                                                        | 13                                                        | 14                                                        | 15                                                        | 16                                                        | 17                                                        | 18                                                        |                                                           |
| --------------------------------------------------------- | --------------------------------------------------------- | --------------------------------------------------------- | --------------------------------------------------------- | --------------------------------------------------------- | --------------------------------------------------------- | --------------------------------------------------------- | --------------------------------------------------------- | --------------------------------------------------------- | --------------------------------------------------------- | --------------------------------------------------------- | --------------------------------------------------------- | --------------------------------------------------------- | --------------------------------------------------------- | --------------------------------------------------------- | --------------------------------------------------------- | --------------------------------------------------------- | --------------------------------------------------------- | --------------------------------------------------------- | --------------------------------------------------------- |
| Nummer                                                    | 25                                                        | 9                                                         | 4                                                         | 2                                                         | 2                                                         | 2                                                         | 2                                                         | 2                                                         | 2                                                         | 2                                                         | 6                                                         | 6                                                         | 10                                                        | 13                                                        | 19                                                        | 23                                                        | 27                                                        | 44                                                        | uit                                                       |

### Evergreen Top 1000
| Evergreen Top 1000 "Onderweg" | Evergreen Top 1000 "Onderweg" | Evergreen Top 1000 "Onderweg" | Evergreen Top 1000 "Onderweg" | Evergreen Top 1000 "Onderweg" | Evergreen Top 1000 "Onderweg" | Evergreen Top 1000 "Onderweg" | Evergreen Top 1000 "Onderweg" | Evergreen Top 1000 "Onderweg" | Evergreen Top 1000 "Onderweg" | Evergreen Top 1000 "Onderweg" | Evergreen Top 1000 "Onderweg" |
| Jaar                          | 2008                          | 2009                          | 2010                          | 2011                          | 2012                          | 2013                          | 2014                          | 2015                          | 2016                          | 2017                          | 2018                          |
| ----------------------------- | ----------------------------- | ----------------------------- | ----------------------------- | ----------------------------- | ----------------------------- | ----------------------------- | ----------------------------- | ----------------------------- | ----------------------------- | ----------------------------- | ----------------------------- |
| Positie                       | -                             | -                             | -                             | -                             | -                             | -                             | -                             | -                             | 791                           | 707                           | 626                           |

### NPO Radio 2 Top 2000
| Nummer met noteringen in de NPO Radio 2 Top 2000 | '01 | '02 | '03 | '04 | '05 | '06 | '07 | '08 | '09 | '10 | '11 | '12 | '13 | '14 | '15 | '16 | '17 | '18 | '19 | '20 | '21 | '22 | '23 | '24 |
| ------------------------------------------------ | --- | --- | --- | --- | --- | --- | --- | --- | --- | --- | --- | --- | --- | --- | --- | --- | --- | --- | --- | --- | --- | --- | --- | --- |
| Onderweg                                         | 435 | 584 | 410 | 503 | 341 | 367 | 282 | 361 | 576 | 615 | 454 | 382 | 484 | 423 | 422 | 393 | 321 | 198 | 276 | 276 | 356 | 342 | 353 | 273 |

1. ↑  Een vetgedrukt getal geeft de hoogste notering aan.
2. ↑  2001 was het eerste jaar met een notering voor dit nummer.